# Oriflamme
Oriflamme (gyllene flamman) var en fornfransk riksfana, bestående av en mindre, röd sidenduk, fäst på en lans av förgylld koppar. Dess utseende torde i övrigt ha växlat under olika tider och den uppges ha haft flera uddar och inne på duken ha varit försedd med gyllene stjärnor eller lågor. Oriflammen var ursprungligen klostret Saint-Denis kyrkofana och fördes till en början av klostrets skyddsherrar, grevarna av Vexin. Sedan detta grevskap 1082 blivit förenat med kronan brukade de franska konungarna, när de drog ut i krig, ur abbotens i Saint-Denis händer högtidligt ta emot fanan och anförtro den åt en edsvuren fanbärare. I slaget vid Azincourt 1415 stupade den siste oriflammebäraren, och själva fanan torde då ha fallit i engelsmännens händer. När Ludvig XI 1465 drog ut i krig mot Burgund, hämtade han en oriflamme i Saint-Denis, men senare omtalas inte detta bruk. I ett inventarium från 1536 omtalas denna riksfana som en antikvitet.

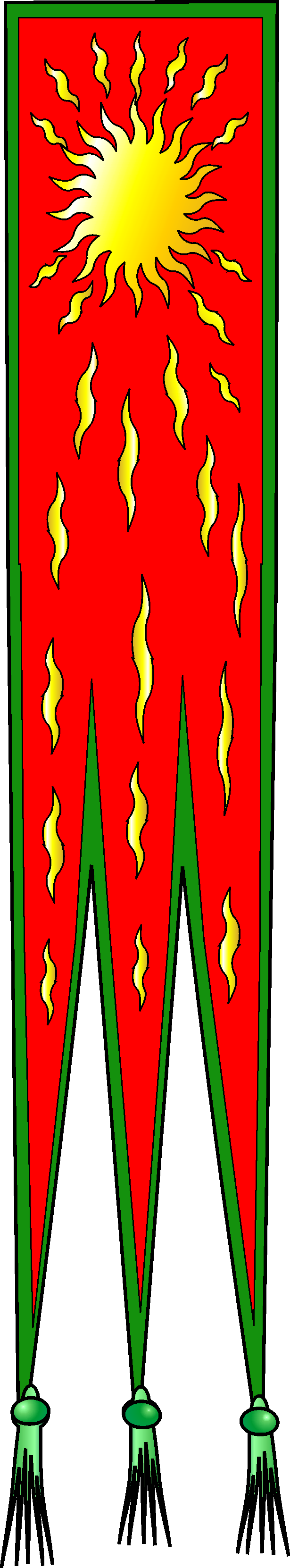
Oriflamme
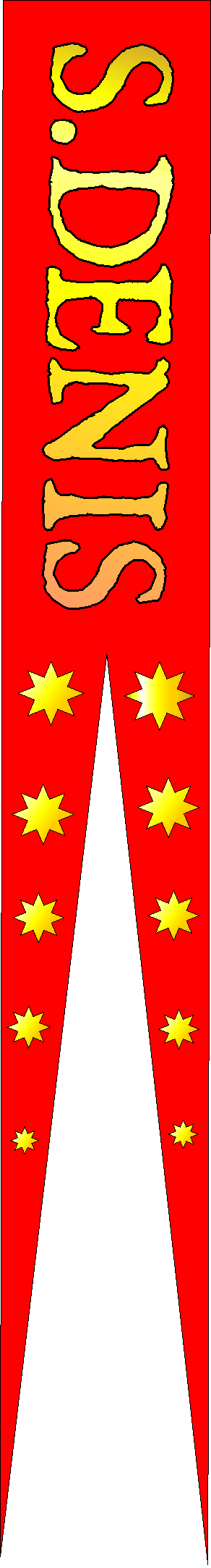
Oriflamme
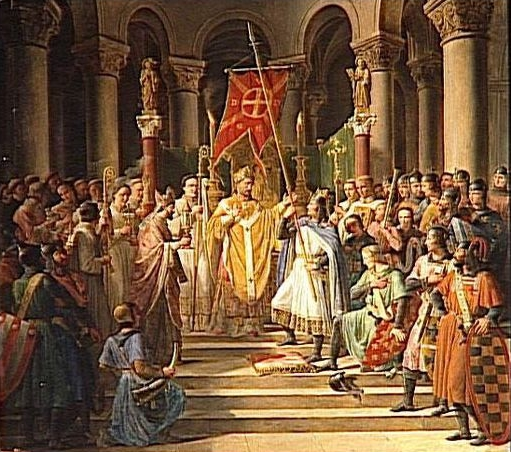
Philippe Auguste tar emot oriflammen 1190 i Saint-Denis, oljemålning av Pierre Révoil från början av 1800-talet.